# Провокационный вопрос
Провокацио́нный вопро́с, или вопрос с зара́нее за́данным отве́том (англ. loaded question) — пример логической уловки; вопрос, в постановке которого заведомо содержится противоречивое, необоснованное или очевидно ложное предположение, которое существенно затрудняет получение на него прямого ответа («да» или «нет»).
Как правило, подобные вопросы используются в качестве риторического инструмента, ставящего собеседника в тупик либо заставляющего его подтвердить или опровергнуть скрытое в вопросе утверждение, которое может быть ложным.
Классическим примером может служить провокационный вопрос «перестали ли вы бить свою жену?». Очевидно, что отвечая «да», собеседник невольно подтверждает, что ранее он избивал жену, а отвечая «нет», он утверждает, что избивает её до сих пор; при этом и то, и другое утверждение могут быть ложными. Впрочем, этот же вопрос, заданный при определённых обстоятельствах, уже не сможет считаться провокационным; например, если вышеуказанный вопрос задан не в ходе неформального общения, а во время судебного разбирательства, где муж сознался в избиениях жены.